# Johann-Heinrich-Voß-Preis für Literatur und Politik
Der Johann-Heinrich-Voß-Preis für Literatur und Politik wurde von der Stadt Otterndorf, der regionalen Niederelbe-Zeitung und der Kulturstiftung der Kreissparkasse Wesermünde-Hadeln als Literaturpreis gestiftet. Mit ihm soll an den Dichter und Übersetzer Johann Heinrich Voß erinnert werden, der von 1778 bis 1782 in Otterndorf lebte.
Die Auszeichnung ehrt „Persönlichkeiten des öffentlichen Lebens, die sich um Humanismus, Aufklärung, Menschlichkeit und Freiheit verdient gemacht haben.“ Sie wird seit 2000 alle drei Jahre verliehen und ist mit 10.000 Euro dotiert.
Sie ist nicht identisch mit dem Johann-Heinrich-Voß-Preis für Übersetzung.

## Preisträger
- 2000: Peter Rühmkorf
- 2003: Richard von Weizsäcker
- 2006: Sarah Kirsch
- 2009: Hans-Dietrich Genscher
- 2012: Jürgen Flimm
- 2015: Wolfgang Schäuble
- 2018: Henryk M. Broder (auf die Annahme des Preises vor der Vergabeentscheidung der Jury verzichtet[1])
- 2025 Joachim Gauck